# Zygoballus maculatus
Zygoballus maculatus är en spindelart som beskrevs av Pickard-Cambridge F. 1901. Zygoballus maculatus ingår i släktet Zygoballus och familjen hoppspindlar. Inga underarter finns listade i Catalogue of Life.